# Cruyt Spur
Der Cruyt Spur ist ein 920 m hoher Felssporn im nördlichen Grahamland auf der Antarktischen Halbinsel. Er ragt 6 km nordöstlich des Ruth Ridge auf und erstreckt sich von der Südwand des Detroit-Plateau über eine Länge von 3 km.
Vermessungen des Falkland Islands Dependencies Survey aus den Jahren von 1960 bis 1961 dienten seiner Kartierung. Das  UK Antarctic Place-Names Committee benannte ihn am 12. Februar 1964 nach dem belgischen Ingenieur William Cruyt, der 1907 ein Schneemobil (tracteur auto-polaire) entwickelt hatte.